# Куга (роман)
Куга (француски: La Peste) је роман Албера Камија објављен 1947. године, који говори о куги која је захватила француско алжирски град Оран. Роман поставља низ питања која се односе на природу судбине и људско стање. Сви ликови, од лекара и туриста до бегунаца, заједно доприносе циљу приказивања ефекта куге на становништво.
Верује се да је роман заснован на епидемији колере која је убила велики проценат популације Орана 1849. године, али је радња смештена у четрдесете године 20. века. Сам град био је погођен кугом неколико пута пре него што је Ками написао роман. Према извештајима Центара за контролу и превенцију болести, Оран је био потпуно разорен кугом 1556. и 1678. године, међутим све касније епидемије, 1921. (185 случајева), 1931. (76 случајева) и 1944. (95 случајева), нису биле ни приближног обима као што је описано у роману.
Куга се сматра класиком егзистенцијалистичке филозофије, упркос Камијевим приговорима на ту етикету. Наративни тон је сличан Кафкином, посебно у Процесу где реченице често могу да имају вишеструка значења и чија тематика наглашено одзвања као оштра алегорија више свести и људског стања.
Ками сликовито представља на који начин се свет суочава са постојањем апсурда, филозофском теоријом чијем је формирању Ками у великој мери допринео. Дело се често тумачи и као алегоријски приказ отпора нацистичкој окупацији.

## Радња
Радња Куге подељена је на пет делова.

### Први део
У граду Орану, на хиљаде пацова, у почетку незапажених од стране становништва, почињу да се појављују и умиру на улицама. Убрзо потом у људима све више расте паника, због чега су локалне новине приморане да пријаве инциденте. Власти које реагују на притисак јавности одлучују да прикупе и кремирају пацове, несвесни да ће управо сакупљање заражених пацова на једном месту бити катализатор бубонске куге.
Главни лик, доктор Бернард Рије, једног уобичајеног јутра испред врата свога стана запажа угинулог пацова. Неколико дана након тога, домар који је уклонио пацова умире од грознице. Првобитно избегавајући да донесе било какав закључак, тек у консултацији са својим колегом др Кастелом заједно претпостављају да се у граду појавила куга. Обојица се обраћају другим лекарима и градским властима, али сви одбијају да поверују у теорију да ће у граду избити куга на основу смрти само једног човека. Међутим, како смртних случајева има све више, постаје јасно да постоји нека епидемија. У међувремену, Ријеова жена лечи се у санаторијуму у другом граду због неповезаног хроничног обољења.
Власти, укључујући и префекта, споро прихватају да је ситуација озбиљна и настају свађе око мера које треба предузети. Када су званичне контролне и превентивне мере коначно објављене и предузете, јасно је да су у бити превише оптимистичне и да умањују ургентност ситуације. У болници је отворено "специјално одељење", али је 80 кревета попуњено у року од три дана. Како број заражених све брже и више расте, предузимају се драстичније мере. Након дугог ишчекивања стижу вакцине, али их има довољно само за постојеће случајеве, док су резерве за ванредне ситуације у земљи исцрпљене. Када дневни број умрлих достигне 30, границе града се затварају и власти коначно проглашавају да је избила епидемија куге.

### Други део
Градске капије су затворене, путовање железницом је забрањено, а сва поштанска услуга је обустављена. Употреба телефонских линија је ограничена само на "хитне" позиве, а као једино средство комуникације са пријатељима и породицом ван града преостају кратки телеграми. Раздвојеност утиче на свакодневне активности становника, који почињу да се осећају изоловано, интровертно и депримирано. Присутност куге почиње да делује на разне ликове.
Један од ликова, новинар Рејмонд Рамберт, који је у Оран дошао пословно, осмислио је план да побегне из града како би се вратио својој жени у Паризу, након што су градски званичници одбили његов захтев за одласком. Он се спријатељује са подземним криминалцима верујући да ће га они извући из града. Други лик, свештеник Панлу, користи кугу као прилику да унапреди свој положај у граду истичући да је куга Божја кажна за грешност грађана. Његова проповед у цркви утиче на многе становнике да се окрену религији, што у нормалним околностима не би урадили. Котард, криминалац спреман и на самоубиство као чин покајања, али уплашен од хапшења, постаје богати главни кријумчар. У међувремену, доктор Рије, градски службеник Гранд и туриста Жан Тару, исцрпно покушавају да помогну грађанима, обилазећи и лечећи их и у њиховим домовима и у болници.
Након што од Таруа сазнаје да има и других који пате за вољенима ван града, укључујући и др Ријеа, Рамберт постаје саосећајан, мења мишљење о бекству и одлучује да се придружи тројици у борби против куге.

### Трећи део
Средином августа ситуација се и даље погоршава. Људи покушавају да побегну из града, али их наоружани стражари спречавају. Насиље и пљачке избијају у малом обиму, а власти реагују проглашавањем војног стања и увођењем полицијског часа. Сахране се спроводе што је брже могуће, без икакве церемоније или обзира према породици покојника. Становници пасивно трпе растућа осећања изгнанства и одвајања, што полако доводи до њиховог емоционалног и физичког пропадања.

### Четврти део
У септембру и октобру, град је на милости и немилости куге. Рије добија вести из санаторијума да се стање његове жене погоршава, али храброг срца одлучује да настави да ради свој посао. Котарду, с друге стране, куга неизмерно прија, јер због суочавања са истом несрећом као и сви други стиче осећај припадности и повезаности са људима. Котард и Тару присуствују изведби Глукове опере Орфеј и Еуридика, када глумац који тумачи Орфеја пада на сцену у грозници, заражен кугом.
Након продужених преговора са стражарима, Рамберту се коначно пружа прилика да побегне из града, међутим он одлучује да остане, говорећи да би се у супротном стидео самога себе.
Крајем октобра др Кастел по први пут испробава своју вакцину против куге, али се она показала неуспешном у лечењу младог дечака, сина господина Отона.
Свештеник Панлу, који се у међувремену придружио групи добровољаца који се боре против куге, одржава другу проповед. Говори о проблему патње невине деце и истиче да то мора бити тест који од верника захтева да или у потпуности верују или да сасвим одустану од вере. Он позива и охрабрује заједницу да не одустаје, већ да настави свим снагама да се бори против куге.
Неколико дана након проповеди, Панлуа такође обузима болест. Његови симптоми се не поклапају са симптомима куге, али је болест ипак била фатална.
Тару и Рамберт посећују један од изолационих логора, где се налазе с Отоном. При завршетку свог боравка у карантину Отон одлучује да остане и помогне као волонтер, јер верује да ће му то ублажити бол губитка сина. Тару говори Ријеу о свом животу и да би скренули мисли с епидемије, одлазе да пливају у море. Гранд такође бива заражен, али се неочекивано опоравља. Број смртних случајева почиње да опада.

### Пети део
До краја јануара куга се у потпуности повлачи, а грађани славе предстојеће отварање градских капија. Отон, међутим, не успева да избегне смрт од болести. Котард је узнемирен због окончавања епидемије из које је профитирао криминалним пословима, те у параноји бежи када му у сусрет наилазе два државна службеника. Упркос завршетку епидемије, Тару је заражен кугом и након херојске борбе умире. Рије је обавештен телеграмом да је његова жена такође умрла.
У фебруару се град коначно отвара и људи се поново уједињују са својим вољенима. Рамберт је поново са својом женом. Котарда обузима лудило и он пуца на људе из своје зграде, због чега завршава у затвору. Гранд поново почиње рад на свом роману. Наратор хронике открива свој идентитет и објашњава жељу да објективно прикаже погледе на догађаје, потом долази до закључка да се више може дивити људима него их мрзети.

## Критичка анализа
Жерман Бре окарактерисала је борбу ликова против куге као "недраматичну и тврдоглаву", тврдећи да су, за разлику од идеологије "глорификације моћи" у романима Андреа Малроа, Камијеви ликови нејасно ангажовани у спашавању, а не уништавању куге, и то без икакве идеологије. Марина Варнер је истакла недостатак женских ликова и потпуно одсуство арапских ликова у роману, али и његове упечатљиве филозофске теме о "ангажману", "оштроумности и великодушности", "малом хероизму и великом кукавичлуку" и "свим врстама дубоко хуманистичких проблема, као што су љубав и доброта, срећа и међусобна повезаност". 
Томас Хана и Џон Лус засебно су расправљали о темама које се односе на хришћанство у роману, с посебним уважавањем свештеника Панлуа и доктора Ријеа. Луј Роси укратко говори о улози Таруа у роману и осећају филозофске кривице иза његовог карактера. Елвин Стерлинг је анализирао улогу Котарда и његовог коначног чина на крају романа.

## Историја публикација
Ками започиње рад на роману већ у априлу 1941. године, што се види у његовим дневницима где је записао неколико идеја о "искупљујућој куги". Наредне године у марту обавестио је Андреа Малроа да пише "роман о куги", додајући да би "[…] то могло звучати чудно, […] али ова тема ми се чини природном". 

## Адаптације
- 1965: La Peste, кантата коју је компоновао Роберто Герард
- 1992: La Peste, филм који је режирао Луј Пуензо
- 2017: Куга, представа коју је адаптирао Нил Бартлет[13]